# Max Euwe
Machgielis (Max) Euwe (Watergraafsmeer, 20 mei 1901 – Amsterdam, 26 november 1981) was een Nederlandse schaker en wiskundeleraar. Hij was wereldkampioen van 1935 tot 1937. Van ongeveer 1920 tot in de jaren vijftig was hij de sterkste Nederlandse schaker.
Max Euwe heeft zich bijzonder verdienstelijk gemaakt voor de schaaksport en was president van de FIDE tijdens de match Spassky – Fischer. Tevens schreef hij een groot aantal leerboeken, waaronder de internationaal bekende Theorie der Schaakopeningen en de Losbladige schaakberichten.
Hij wordt geroemd om zijn toepassing van wiskundige inzichten en logica op het schaakspel. Hij wist zich staande te houden in complexe stellingen waarin hij de beste tactiek nauwkeurig uit kon stippelen.
Euwes uitgebalanceerde spel bracht hem het wereldkampioenschap tegen Aleksandr Aljechin in 1935, toen hij won met een punt verschil. Twee jaar later verloor hij de titel weer aan Aljechin, die de titel zou meenemen in zijn graf. Hans Ree,
Cecil Purdy en Reuben Fine zijn van mening dat Euwes meer wetenschappelijke spel veelal ernstig onderschat werd.

## Biografie

### 1901-1934

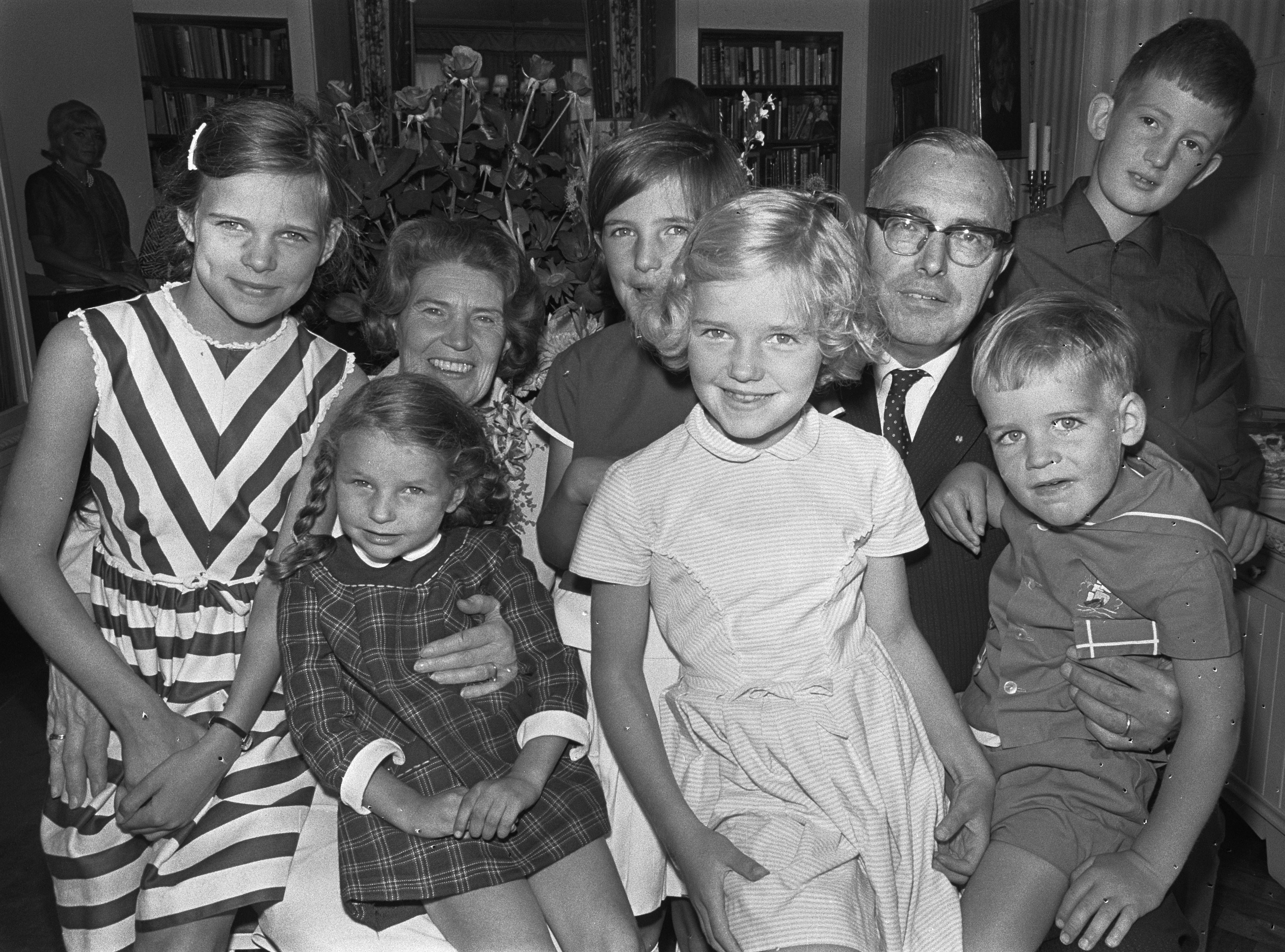
Euwe met echtgenote Caro en kleinkinderen

Max Euwe was de zoon van Cornelis Euwe (onderwijzer) en Elizabeth van der Meer. Toen Euwe vier jaar oud was, leerde zijn moeder hem schaken.
Euwe werd op 10-jarige leeftijd lid van de Schaak- en Damclub SDC. Voor deze club speelde hij zijn eerste officiële partijen. In 1914, toen hij 12 jaar was, meldde hij zich aan bij de vooraanstaande Amsterdamsche Schaakclub.
Euwe studeerde wiskunde in Amsterdam vanaf 1918. In november 1923 behaalde hij zijn doctoraal examen, cum laude. Hij werd wiskundeleraar. Aanvankelijk was Euwe waarnemer, daarna was hij gedurende twee jaar in Rotterdam leraar aan een HBS, en vervolgens aan het Gemeentelijk Lyceum voor Meisjes in Amsterdam. In 1926 promoveerde hij bij prof. R.W. Weitzenböck,
opnieuw cum laude, op een proefschrift met de titel Differentiaalinvarianten van twee covariante-vectorvelden met vier veranderlijken. In 1929 publiceerde hij een speltheoretische verhandeling over schaken vanuit een intuïtionistisch perspectief. De titel was Mengentheoretische Betrachtungen über das Schachspiel.
Vanaf het begin van de jaren twintig domineerde hij het schaken in Nederland. Zo won hij van 1921 tot 1952 alle Nederlandse kampioenschappen waar hij aan deelnam. In de loop van de jaren twintig drong hij geleidelijk door tot de wereldtop. Hij won het toernooi van Hastings in 1923 en speelde in 1926-1927 een match met Aljechin die hij nipt verloor (4½-5½).
Euwe trouwde in 1926 met Caro (Caroline Elisabeth) Bergman. Samen kregen ze drie dochters.
In 1928 werd hij in de Ridderzaal in Den Haag voor het eerst wereldkampioen door het Amateur Wereldkampioenschap Schaken te winnen. Deze titel stelde niet veel voor omdat de topspelers er niet aan meededen. Van meer belang waren de twee matches die Euwe rond dezelfde tijd speelde in Nederland tegen de FIDE-wereldkampioen Efim Bogoljoebov. Euwe verloor beide met 4½-5½. Ook bij twee grote toernooien, in Bad Kissingen, 1928 en Karlsbad, 1929, bewees Euwe dat hij opgewassen was tegen de wereldtop.
In 1930 en 1934 won Euwe Hastings. In 1931 speelde hij een match tegen José Raúl Capablanca die hij met 4-6 verloor.

### Euwe wordt wereldkampioen
In 1935 nodigde regerend wereldkampioen Aljechin Euwe uit om een match om het wereldkampioenschap te spelen. Euwe, die eigenlijk gestopt was met schaken, ging in op de uitnodiging. Om zich fysiek voor te bereiden op de match nam hij bokslessen.
Euwe won op 15 december 1935 na 80 dagen, 30 partijen en 13 steden en dorpen verspreid over heel Nederland, met de eindstand 15½-14½. Hij kwam sterk terug na een 3-6 achterstand en wist negen partijen te winnen.
De beroemdste partij uit deze tweekamp is de 26e, die bekendstaat als de Parel van Zandvoort.
De wereldtitel van Euwe maakte nationaal veel enthousiasme voor het schaken los. Veel Nederlandse schaakclubs hebben als oprichtingsjaar 1935.
In 1936 won Euwe samen met Reuben Fine het Arbeiderspers Schaaktoernooi.
Euwe verloor de titel in 1937 in een revanche-match met Aljechin (9½-15½).
In 1938 deed Euwe mee aan het AVRO-toernooi, het sterkst bezette toernooi tot dan toe. Hij scoorde 7 uit 14.
In januari 1940 won Euwe voor het eerst het Hoogovenstoernooi, toen nog een regionaal toernooi.

### Tijdens de Tweede Wereldoorlog
In 1940 trad hij toe tot de directie van het levensmiddelenbedrijf Vana.
Euwe won nogmaals het Hoogovenstoernooi in 1942.
Vanaf 1944 werkte Euwe samen met de afdeling natura van de PP-groep, een verzetsgroep die onder meer het transport van voedsel naar onderduikers regelde. Als directeur van Vana beschikte hij over vrachtwagens die hiervoor konden worden ingezet. De documentenafdeling van de PP-groep zorgde voor de benodigde (vervalste) Fahrbefehle.

### Na de oorlog
Euwe eindigde als tweede in het eerste grote toernooi dat na de Tweede Wereldoorlog werd gehouden, het Stauntontoernooi in Groningen in 1946. Aangemoedigd door dit succes werd hij een aantal jaren vanaf 1947 profschaker, in dienst van de KNSB. De bedoeling was dat hij zich zo beter kon voorbereiden en meer kans zou maken om de wereldtitel terug te veroveren. Dit werd geen succes en Euwes deelname aan het toernooi om het wereldkampioenschap in 1948 werd een fiasco. Met 4 uit 20 eindigde hij afgetekend als laatste. In 1949 werd hij weer amateurschaker. In 1952 won hij voor de derde en laatste maal het Hoogovenstoernooi. In 1953 vond zijn laatste optreden in een groot toernooi plaats. In het kandidatentoernooi van 1953 werd hij met 11½ uit 28 voorlaatste. In 1957 versloeg hij nog in een tweekamp de veertienjarige Bobby Fischer met 1½-½.

### Euwe als schrijver

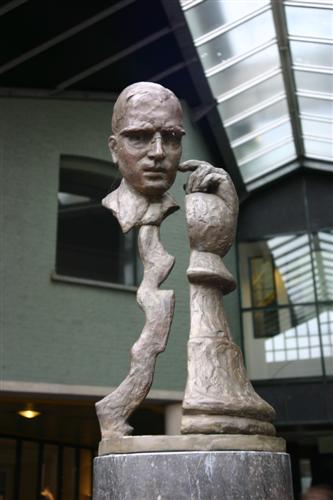
Standbeeld Max Euwe

Euwe stond bekend als een schaker met een grote en gedegen openingskennis. Hij heeft vele schaakboeken geschreven, waaronder een serie over de opening, de serie Praktische Schaaklessen en het boek Oordeel en Plan. Deze boeken zijn op grote schaal vertaald.
In 1935 schreef hij samen met Albert Loon Oom Jan leert zijn neefje schaken, dat talloze herdrukken beleefde (in 2011 de 30e druk).
In 1962 schreef hij samen met Walter Meiden Meester tegen amateur, dat meteen tevens in het Duits verscheen en waarin hij aandacht besteedde aan typische beginnersfouten. Dat zou worden opgevolgd door
Amateur wordt meester (1966). Deze boeken beleefden meerdere herdrukken en er zijn ook Engelse, Franse, Spaanse en Zweedse vertalingen van verschenen.
Daarnaast schreef hij schaakrubrieken. Het kwam tijdens competitiewedstrijden regelmatig voor dat Euwe, door de relatief zwakke tegenstand, zijn overtollige bedenktijd gebruikte om tijdens de partij zijn stukjes te schrijven. Dit had natuurlijk, of hij nu wilde of niet, een psychologisch effect op zijn tegenstanders.

### Informaticus en hoogleraar
Hij werkte daarnaast veel aan zijn lichamelijke conditie en was amateurbokser. Na 1950 wijdde Euwe zich weer meer aan de wiskunde en de opkomende informatica.
Vanaf 1956 was hij wetenschappelijk adviseur van de Amerikaanse firma Remington Rand, waar hij bijdroeg aan de ontwikkeling van de computer. Van 1959 tot 1963 was hij directeur van de Stichting Studiecentrum voor Administratieve Automatisering.
In 1964 werd hij benoemd tot buitengewoon hoogleraar in de methodologie van de automatische informatieverwerking aan de Nederlandse Economische Hogeschool in Rotterdam en tot gewoon hoogleraar aan de Katholieke Hogeschool te Tilburg.

### Latere leven: president FIDE

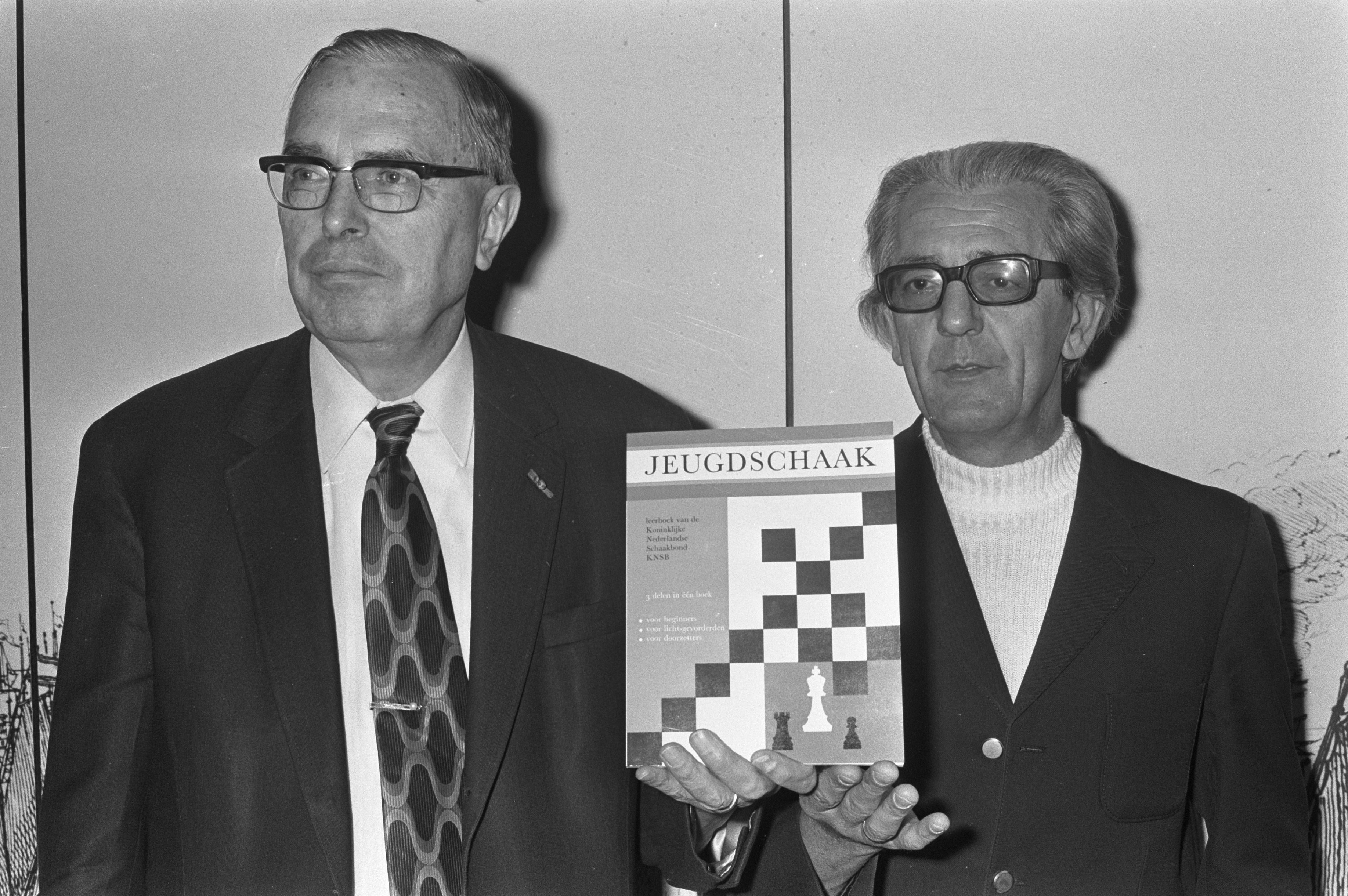
Max Euwe en Berry Withuis bij de presentatie van het boek Jeugdschaak

Van 1970 tot 1978 was Euwe president van de wereldschaakbond FIDE. Hij had een belangrijke rol bij de totstandkoming van de match om de wereldtitel Spassky - Fischer in 1972 te Reykjavik. In 1975 maakte hij een rondreis van meer dan een maand door Afrika, met als doel Afrikaanse landen te werven als nieuwe leden voor de FIDE. Hij bezocht achtereenvolgens Senegal, Ghana, Nigeria, Zambia en Zaïre. Euwe was toen 74. Hij sprak daar met ministers en staatshoofden, maar speelde ook simultaanwedstrijden en gaf lezingen.
Tijdens de lintjesregen van 1979 werd Eeuwe benoemd tot Commandeur in de Orde van Oranje Nassau.
In mei 1981 stond hij (op een niet-verkiesbare plaats) op de kandidatenlijst voor de Tweede Kamer van DS'70.
In 1981 begon Max Euwe aan het 10e Nederlands kampioenschap correspondentieschaak. Hij heeft dit toernooi niet kunnen voltooien. De nog openstaande partijen werden gearbitreerd, en hij eindigde postuum als vierde na Gert Timmerman, Kier Nienhuis en Joop van Oosterom.
Euwe overleed op 80-jarige leeftijd aan een hartaanval. Hij was gehuwd met Carolina Elisabeth Bergman. Uit dit huwelijk werden drie dochters geboren.

## Herinneringstekens

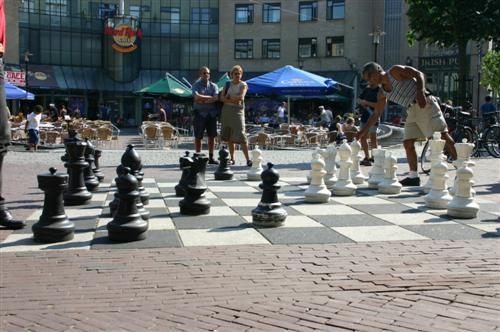
Max Euweplein, Amsterdam

Naar Max Euwe is een prijs genoemd - de Euwe-ring. In 2001 verscheen een blokje van twee postzegels met een beeltenis van Euwe. Naast Nederlandse postzegels zijn er ook postzegels met zijn beeltenis in Mongolië en Joegoslavië verschenen. In 1982 werd in Amsterdam het Max Euwe Centrum opgericht. Naar Euwe zijn in Haarlem en Amsterdam ook pleinen genoemd, het Max Euweplein in Amsterdam. Op 7 mei 2004 werd op dit plein een standbeeld van Euwe onthuld. Het is vervaardigd door beeldend kunstenares José Fijnaut en is een initiatief van de "ondernemersvereniging Max Euweplein". Op het Rotterdamse bedrijventerrein Brainpark I en in de Arnhemse wijk Stadseiland, de Utrechtse wijk Schaakwijk en in Zandvoort zijn straten naar hem vernoemd. Toen Euwe wereldkampioen werd, werden drie composities geschreven en aan hem opgedragen: Dr. Euwe-Marsch. Euwe-marsch en Euwe heeft gewonnen.  Later, toen Dr. Euwe 75 werd, werd er een single van deze mars uitgebracht. Ook is de schaakfilm Lang leve de koningin door zijn kleindochter Esmé Lammers aan hem opgedragen.
Alexander Münninghoff schreef in 1976 Max Euwe - biografie van een wereldkampioen, dat ook in Russische en Engelse vertaling verscheen.

## Schaakopening naar Euwe vernoemd
De zetten 1.e4 c6 2.b3 leiden tot de Caro-Kann Defense, Euwe Attack (B10), waarbij wit probeert om de theoretische lijnen van de Caro-Kann te omzeilen. Euwe won in 1920 met deze opening een partij tegen Réti, tegenwoordig wordt de lijn eerder op clubniveau gebruikt als verrassingswapen.
In het Dame-Indisch (1.d4 Pf6 2.c4 e6 3.Pf3 b6) bekomen we de Euwevariant na 4.g3 Lb7 5.Lg2 Le7 6.0-0 0-0 7.b3, een variatie die Euwe speelde tegen Ajechin tijdens het Wereldkampioenschap van 1937.
Als men in de Blackmar-Diemergambiet (1.d4 d5 2.Pc3 Pf6 3.e4 dxe4 4.f3 exf3 5.Pxf3) als zwart antwoordt met 5..e6 , dan wordt dit de Euweverdediging genoemd. Euwe lanceerde trouwens zelf de term "Blackmar-Diemergambiet" in een publicatie in Schach-Archiv, 1951. 
In de doorschuifvariant van de Franse verdediging kan zwart zijn typische "Franse loper" proberen te ontwikkelen via d7, met opnieuw een Euwevariant tot gevolg: 1.e4 e6 2.d4 d5 3.e5 c5 4.c3 Pc6 5.Pf3 Ld7

### Secundaire literatuur
- Max Euwe. Biografie van een wereldkampioen. Münninghoff, A., Keesing, Amsterdam 1976